# Aaron Swartz
Aaron Swartz (n. 8 noiembrie 1986 - d. 11 ianuarie 2013) a fost un programator american și activist pentru libertatea Internetului. Este co-autor al RSS 1.0. A fost proprietar al site-ului web Reddit.
La 6 ianuarie 2011 a spart baza de date JSTOR, organizație pe care o considera nedreaptă pentru că percepe sume foarte mari în schimbul articolelor academice pe care le conține, în timp ce nu remunerează autorii lor, și pentru că îngreunează astfel accesul foarte multor oameni la cele mai noi rezultate ale cercetării științifice americane.
Risca o amendă de maximum 1 milion de dolari și peste 35 de ani în închisoare. Swartz s-a sinucis prin spânzurare în apartamentul său din Brooklin. După moartea sa, peste 40 de mii de oameni au semnat o petiție online pe pagina de internet a Casei Albe, cerând înlăturarea procuroarei Carmen Ortiz, pentru reacția excesivă și disproporțională la faptele lui Swartz.

## Copilărie

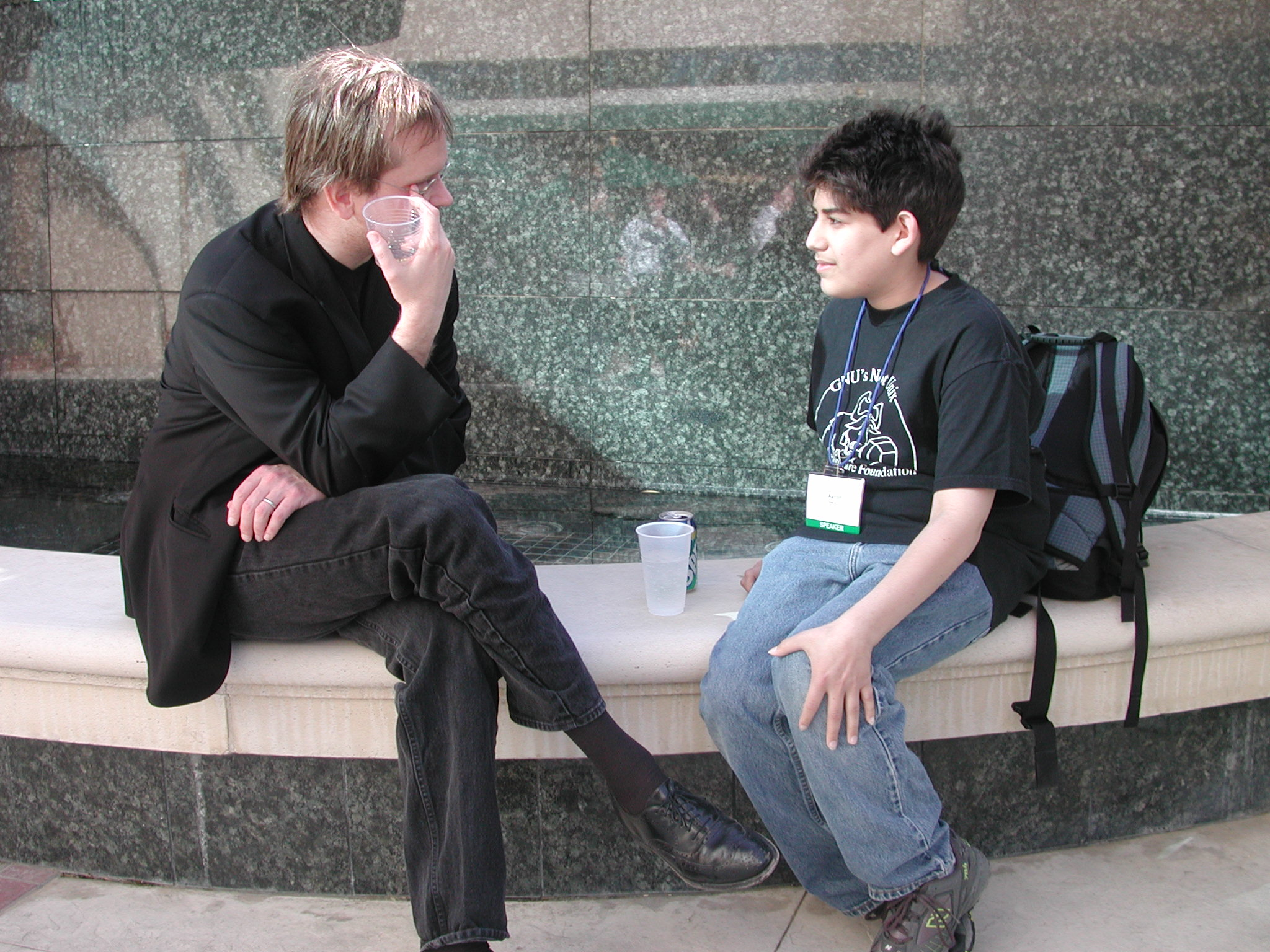
Împreună cu Lawrence Lessig, în 2001

Aaron Swartz s-a născut în orașul Chicago, în familia de origine evreiască a lui Susan and Robert Swartz. Mai avea doi frați. Tatăl său fondase firma de software Mark Williams Company, care crease sistemul de operare Coherent. Astfel Swartz a intrat din copilărie în contact cu calculatoarele, informatica și Internetul.
La vârsta de 13 ani, a câștigat Premiul ArsDigita, într-o competiție pentru tineri, unde țelul era de a crea pagini de internet non-comerciale, care să fie „utile, educaționale și colaborative”. Premiul a  inclus o vizită la universitatea prestigioasă Massachusetts Institute of Technology și întâlniri cu personalități ale Internetului. La vârsta de 14 ani, Swartz, în colaborare cu experți în networking, a elaborat ediția 1.0 a RSS. Swartz a mers la școală la North Shore Country Day School, o mică școală privată din Winnetka, în statul Illinois.

## Studii
A fost admis la Universitatea Stanford, însă a abandonat-o după numai un an, pentru a întemeia compania de software Infogami, cu finanțare prin Summer Founders Program (română Programul de vară pentru fondatori) al companiei Y combinator. Swartz a creat platforma Infogami, bazată pe limbajul de programare wiki, însă simțea că are nevoie de parteneri pentru a avansa. Astfel, la sugestia organizatorilor programului de la Y Combinator, Infogami a fuzionat cu Reddit în noiembrie 2005. Deși la început proiectul a mers greu, cu timpul a dobândit milioane de utilizatori lunari. La sfârșitul lui 2006, Reddit a fost cumpărat de proprietarii revistei Wired. Swartz s-a mutat la San Francisco ca să lucre pentru Wired, însă a fost decepționat și a trebuit să își dea demisia în ianuarie 2007. Conform mărturiei sale, a fost constant depresiv de-a lungul anului 2007. În septembrie 2007, în colaborare cu Simon Carstensen, a lansat Jottit. În 2010 și 2011 a fost fellow al Centrului Edmond J. Safra din cadrul Universității Harvard.

## Activism

### Sopa

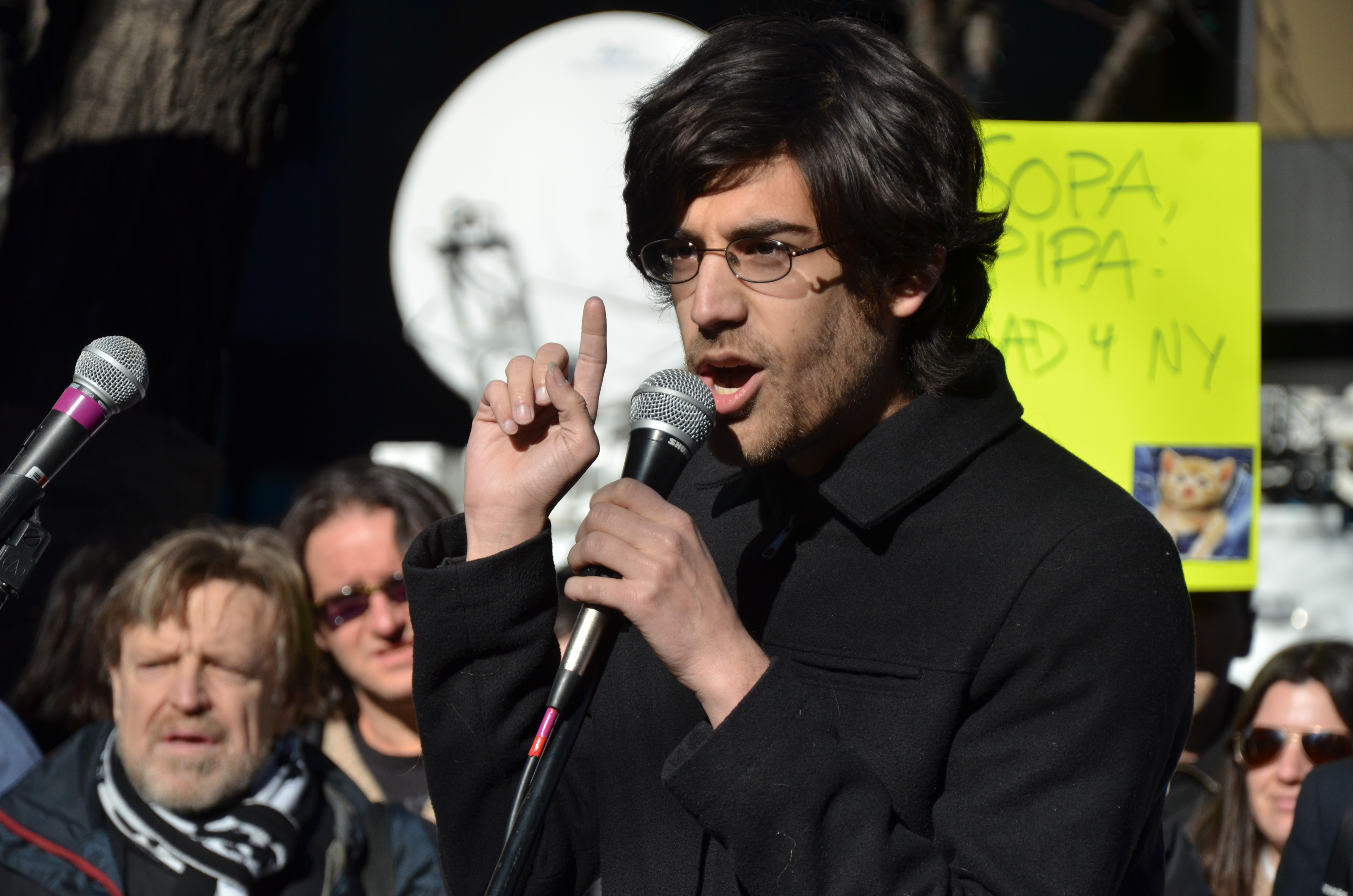
La un protest împotriva PIPA

Swartz a fost implicat într-o campanie publică de oprire a proiectului de lege intitulat „Stop Online Piracy Act” (SOPA), care dorea extinderea monitorizării internetului în chestiunea violărilor drepturilor de autor și ar fi ușurat guvernului Statele Unite ale Americii închiderea paginilor de internet acuzate de astfel de violări.
După eșecul acestui proiect legislativ, Swartz a fost principalul vorbitor la F2C:Freedom to Connect 2012 (română F2C:Libertatea de a interacționa), în data de 21 mai 2012. În discursul intitulat „How we stopped SOPA” (română Cum am oprit SOPA) spunea: „La momentul de față are loc o luptă, o luptă pentru a defini totul ce ține de internet în termenii învechiți care sunt pe înțelesul jurisprudenței (…) [Sub SOPA, n.m.],  noua tehnologie, în loc să ne sporească libertatea, ne-ar fi îngrădit drepturile fundamentale pe care le luasem totdeauna de bune.”
Swartz a declarat că SOPA fusese învinsă de oameni, că bătălia fusese câștigată pentru că „fiecare devenise propriul erou, decis să își facă o misiune din a salva această libertate crucială”. Se referea la o serie de proteste împotriva proiectului - Fundația Electronic Frontier vorbește despre cel mai mare protest din istoria internetului - în cadrul cărora peste 115.000 de pagini de internet au protestat împotriva inițiativei legislative.